# Varuna (fiume)
Il Varuna (in hindī वरुणा) o Barna (in hindī बरना) è un fiume dello stato federato dell'Uttar Pradesh in India. È un affluente minore di sinistra del Gange.
Sorge a Phulpur nel distretto di Allahabad e affluisce nel Gange vicino a Sarai Mohana a nord-est di Varanasi. È lungo circa 100 km. Il tratto di 6 chilometri (3,7 mi) tra Sarai Mohana e Sadar nel distretto di Pratapgarh è soggetto a frequenti inondazioni. La città di Varanasi deve il suo nome a due fiumi: il Varuna, appunto, e l'Assi.
Secondo il Vamana Purana, il fiume fu creato dagli dei lungo il fiume Assi. È anche menzionato nel Mahābhārata.